# 百済大井宮
百済大井宮（くだらのおおいのみや）は、敏達天皇の皇居の一つ。

## 概要
572年、敏達天皇が即位と同時にこの宮へ遷都する。以降、575年に訳語田幸玉宮に遷都するまで日本の首都であり続けた。奈良県広陵町に比定する説が有力だが、奈良県桜井市や大阪府河内長野市にあったとする説もあり定かではない。また、大阪府富田林市にあったという意見もある。